# 리나레스 (하엔도)
리나레스(스페인어: Linares)는 스페인 안달루시아주의 도인 하엔도의 도시로, 인구는 61,452명(2006년 기준), 면적은 195.1km2이다. 이 곳에서 매년 열리는 리나레스 체스 토너먼트는 세계적인 체스 선수들이 참가하는 체스 대회로 손꼽힌다.